# Po uszy
Po uszy (ang. Head Over Heels) – brytyjski krótkometrażowy film animowany z 2012 roku w reżyserii Timothy’ego Reckarta. Obraz był nominowany do Oscara w kategorii najlepszy krótkometrażowy film animowany, ale przegrał z filmem Paperman. Zdobył także nagrodę Annie dla najlepszego filmu studenckiego oraz nagrodę Cartoon d’Or dla najlepszego europejskiego filmu animowanego.

## Fabuła
Po wielu latach małżeństwa, Walter i Madge oddalili się od siebie. Mieszkają w tym samym domu, jednak on mieszka na podłodze, a ona na suficie. Żyją równolegle, nigdy ze sobą nie rozmawiając, prawie na siebie nie patrząc. Kiedy Walter znajduje parę zużytych baletek, które Madge nosiła na ich ślubie, z miłością naprawia buty i chce je dać żonie, ale ona, nie zauważając go, odpycha pudełko po butach. Para się kłóci, rozbija się ich ślubne zdjęcie, a w końcu (do tej pory unoszący się w powietrzu) dom twardo ląduje na ziemi. Od tej pory Madge mieszka na podłodze, podczas gdy Walter żyje na suficie. Madge wychodzi z domu i zaczyna zwiedzać okolicę. Walter również chce wydostać się z domu, ale nie może tego zrobić, bo gdy opuszcza go zaczyna spadać w kierunku nieba. Przywiązuje się do krzesła i wypada z nim przez okno, przez co unosi się w powietrzu do góry nogami jak balon. W tej pozycji zasypia. Madge po pewnym czasie wraca do domu i znajduje odtrąconą przez siebie parę baletek. Zdaje sobie sprawę, że Walter nadal ją kocha i obmyśla plan. Przybija do sufitu wiele par swoich butów. Walter budzi się ze snu i wraca do domu. Tutaj Madge wskakuje w swoje buty, dzięki czemu również trzyma się na suficie. Po niepewnym uścisku dłoni, Madge i Walter obejmują się.

## Obsada
- Nigel Anthony – Walter
- Rayyah McCaul – Madge